# Klaus Gustav Heumann
Klaus Gustav Heumann, auch Klaus-Gustav, (* 1940) ist ein deutscher Chemiker (Analytische Chemie) und emeritierter Professor für Analytische Chemie an der Johannes-Gutenberg-Universität Mainz. Er befasste sich insbesondere mit Massenspektrometrie.

## Leben
Heumann wurde an der TU Darmstadt promoviert und war ab 1974 Professor für Anorganische und Analytische Chemie an der Universität Regensburg. 1996 bis zur Emeritierung 2005 war er Professor in Mainz.
Er befasst sich mit analytischen Methoden zum Nachweis von Spurenelementen, darunter Verwendung von Massenspektrometrie mit induktiv gekoppeltem Plasma (ICP-MS), Thermal Ionization Mass Spectrometry (TIMS) und verschiedenen Verfahren der optischen Atomspektroskopie und Elektroanalytik in Verbindung mit Trennverfahren wie Hochdruckflüssigkeitschromatographie (HPLC), Kapillarelektrophorese (CE) und Kapillar-Gaschromatographie. Er entwickelte massenspektrometrische Verfahren wie IDMS (Isotope Dilution Mass Spectrometry) und NTI-MS (Negative Thermal Ionization Mass Spectrometry). Ihre NTI-MS hatte Anwendungen auf Rhenium-Osmium-Chronometer. Er ist in der Umweltanalytik aktiv wie der globalen Analyse der Verteilung alkylierter Schwermetalle und Halogene und ihrer biologischen Entstehung.
2005 erhielt er die Clemens-Winkler-Medaille. Er erhielt den Océ van der Grinten Award für Umweltanalytik und den European Award for Plasma Spectrochemistry. 1991 bis 1995 war er Vorsitzender der IUPAC Kommission für Atomgewichte und Isotopenhäufigkeit und war vier Jahre Mitglied der IUPAC Sektion für Anorganische Chemie.
Mit Ekkehard Fluck ist er Herausgeber der Tafel zum Periodensystem der Elemente bei Wiley-VCH.